# 창원우체국
창원우체국(昌原郵遞局)은 대한민국 경상남도 창원시 성산구 중앙동에 있는 경상남도 창원시 의창구와 성산구를 관할하는 부산지방우정청 소속 우체국이다.

## 연혁
- 1976년 5월 1일: 마산우체국 창원출장소로 개소(창원기계공단청사 임대)
- 1976년 5월 15일: 창원기지우체국으로 승격(6급국)
- 1976년 5월 15일: 청사이전(상남동72: 현 전화국 건물)
- 1981년 3월 16일: 창원우체국으로 국명 개칭
- 1981년 10월 16일: 사무관국(5급)으로 승격(서무계 업무계 신설)
- 1986년 5월 31일: 과제관서(4급)로 승격(2과 6계)
- 1998년 11월 2일: 편제개편 (4과 1실)
- 2001년 10월 1일: 한국중공업우체국을 두산중공업우체국으로 명칭 변경[2]
- 2002년 11월 28일: 편제개편 (3과 1실)
- 2010년 1월 1일: 편제개편 (4과 1실)
- 2011년 6월 1일: 창원차룡우편취급국을 창원시 의창구 차룡동 13-7에서 의창구 차룡동 14-7로 이전[3][4]
- 2011년 10월 1일: 배달구역을 다음과 같이 변경 고시[5]

| 창원우체국 | 창원시 전 지역 | 창원우체국 | 창원시 의창구·성산구 전 지역 |

- 2013년 3월 1일: 창원소계동우편취급국, 창원중앙동우편취급국 설치[6]
- 2014년 1월 1일: 우편구역을 다음과 같이 고시[7]

| 배달국     | 배달구역      | 구역번호                                  |
| ---------- | ------------- | ----------------------------------------- |
| 창원우체국 | 의창구 전지역 | 51100 ~ 51202 51367 ~ 51416 51428 ~ 51446 |
| 창원우체국 | 성산구 전지역 | 51417 ~ 51427 51447 ~ 51577 51705 ~ 51712 |

- 2014년 6월 30일: 창원대학교우체국, 두산중공업우체국 폐국[8]
- 2020년 9월 1일 : 창원대산우체국 점심시간 휴무 시행[9]

## 관할 우체국
| 우체국명               | 사진 | 주소                                                   | 비고                                                                |
| ---------------------- | ---- | ------------------------------------------------------ | ------------------------------------------------------------------- |
| 경남도청우체국         |      | 경상남도 창원시 의창구 중앙대로 300                    |                                                                     |
| 두산중공업우체국       |      | 경상남도 창원시 성산구 두산볼보로 55                   | 2001년 10월 1일 한국중공업우체국에서 명칭 변경 2014년 6월 30일 폐국 |
| 창원가음정동우체국     |      | 경상남도 창원시 성산구 원이대로863번길 20              |                                                                     |
| 창원내동우편취급국     |      | 경상남도 창원시 성산구 연덕로184번길 23                |                                                                     |
| 창원대방동우체국       |      | 경상남도 창원시 성산구 대암로105번길 6                 |                                                                     |
| 창원대산우체국         |      | 경상남도 창원시 의창구 대산면 주남로 574-4             | 점심시간 휴무 시행                                                  |
| 창원대학교우체국       |      | 경상남도 창원시 의창구 퇴촌로 92                       | 2014년 6월 30일 폐국                                                |
| 창원도계동우체국       |      | 경상남도 창원시 의창구 태복산로3번길 7                 |                                                                     |
| 창원도계성신우편취급국 |      | 경상남도 창원시 의창구 도계로8번길 1, 성신데파트101호  |                                                                     |
| 창원동읍우체국         |      | 경상남도 창원시 의창구 동읍 의창대로915번길 7          |                                                                     |
| 창원두대동우체국       |      | 경상남도 창원시 의창구 대원로93번길 6                  |                                                                     |
| 창원명곡동우편취급국   |      | 경상남도 창원시 의창구 창이대로113번길 9-1, 2호        |                                                                     |
| 창원반송동우체국       |      | 경상남도 창원시 성산구 원이대로473번길 15              |                                                                     |
| 창원봉곡동우체국       |      | 경상남도 창원시 의창구 지귀로119번길 2                 |                                                                     |
| 창원북면우체국         |      | 경상남도 창원시 의창구 북면 신리길 20                  |                                                                     |
| 창원사림동우체국       |      | 경상남도 창원시 의창구 사림로 94                       |                                                                     |
| 창원상남동우체국       |      | 경상남도 창원시 성산구 동산로 65                       |                                                                     |
| 창원소계동우편취급국   |      | 경상남도 창원시 의창구 금강로341번길 2                 | 2013년 3월 1일 신설                                                 |
| 창원신월은아우편취급국 |      | 경상남도 창원시 의창구 신사로 4                        |                                                                     |
| 창원안민동우편취급국   |      | 경상남도 창원시 성산구 공단로 732, 미소빌딩101호       |                                                                     |
| 창원양곡동우체국       |      | 경상남도 창원시 성산구 신촌로 31                       |                                                                     |
| 창원용호동우편취급국   |      | 경상남도 창원시 성산구 원이대로579번길 6               | 2021년 7월 1일 의창구에서 성산구로 변경                             |
| 창원중동우체국         |      | 경상남도 창원시 의창구 서상로 74-1                     |                                                                     |
| 창원중앙동우편취급국   |      | 경상남도 창원시 성산구 중앙대로 95, 기산파라다이스 105 | 2013년 3월 1일 신설                                                 |
| 창원지방법원우체국     |      | 경상남도 창원시 성산구 창이대로 681                    |                                                                     |
| 창원차룡우편취급국     |      | 경상남도 창원시 의창구 차상로150번길 68, 네오상가150   | 2011년 6월 1일 이전                                                 |
| 창원팔용동우체국       |      | 경상남도 창원시 의창구 팔용로 437                      |                                                                     |

## 조직
- 영업과
  - 고객지원실
- 우편물류과
  - 운용실
- 소포영업과
- 지원과
- 경영지도실